# Michaelia Cash
Michaelia Clare Cash (ur. 19 lipca 1970 w Subiaco) – australijska polityk, członkini Liberalnej Partii Australii (LPA). Od 2008 senator ze stanu Australia Zachodnia, od września 2015 do maja 2022 członkini kilku gabinetów federalnych Australii.

## Życiorys

### Wykształcenie i kariera zawodowa
Córka George'a Caha, australijskiego parlamentarzysty. Studiowała m.in. na Curtin University of Technology i University of Western Australia. Z wykształcenia prawniczka, w latach 1999–2008 pracowała w firmie Freehills.

### Kariera polityczna
W późnych latach 80. oraz w latach 90. XX w. była aktywistką młodzieżówki LPA. W latach 2004–2007 zasiadała w zarządzie stanowym tej partii w Australii Zachodniej. W listopadzie 2007 została wybrana do Senatu Australii, kandydując z trzeciej pozycji na stanowej liście wyborczej LPA. Zgodnie z konstytucyjną zasadą, iż pierwszym dniem kadencji senatorów jest zawsze 1 lipca, rozpoczęła urzędowanie w połowie 2008 roku. W 2013 uzyskała pierwszą reelekcję.
W 2013 weszła do szerokiego składu rządu jako wiceminister imigracji i ochrony granic, a także minister wspierająca premiera w sprawach kobiet. We wrześniu 2015 nowy premier Malcolm Turnbull awansował ją do składu gabinetu, powierzając stanowiska ministra ds. zatrudnienia, ministra ds. kobiet oraz ministra wspierającego premiera w sprawach służby cywilnej.